# Giro di Toscana
Il Giro di Toscana (dal 2016 ufficialmente Giro della Toscana - Memorial Alfredo Martini) è una corsa in linea maschile di ciclismo su strada che ha luogo con cadenza annuale nella regione della Toscana, in Italia. Dal 2005 fa parte del circuito UCI Europe Tour come prova di classe 1.1. Nelle edizioni 2016 e 2017 la corsa si svolse in due giornate di gara; dal 2018 è tornata ad essere una corsa di un giorno.
Con cinque successi, Gino Bartali è il più titolato nella storia della corsa.

## Albo d'oro
Aggiornato all'edizione 2024.
| Anno      | Vincitore                                           | Secondo                                             | Terzo                                               |
| --------- | --------------------------------------------------- | --------------------------------------------------- | --------------------------------------------------- |
| 1923      | Costante Girardengo                                 | Federico Gay                                        | Giovanni Brunero                                    |
| 1924      | Costante Girardengo                                 | Pietro Linari                                       | Michele Gordini                                     |
| 1925      | Nello Ciaccheri                                     | Marco Giuntelli                                     | Giovanni Del Taglio                                 |
| 1926      | Alfredo Binda                                       | Costante Girardengo                                 | Domenico Piemontesi                                 |
| 1927      | Alfredo Binda                                       | Domenico Piemontesi                                 | Giovanni Brunero                                    |
| 1928      | Alessandro Catalani                                 | Colombo Neri                                        | Mario Pomposi                                       |
| 1929      | Leonida Frascarelli                                 | Siro Magagnini                                      | Marco Giuntelli                                     |
| 1930      | Pio Caimmi                                          | Alfredo Binda                                       | Luigi Marchisio                                     |
| 1931      | non disputato                                       | non disputato                                       | non disputato                                       |
| 1932      | Learco Guerra                                       | Luigi Giacobbe                                      | Alfredo Binda                                       |
| 1933      | non disputato                                       | non disputato                                       | non disputato                                       |
| 1934      | Mario Cipriani                                      | Giuseppe Martano                                    | Adriano Vignoli                                     |
| 1935      | Mario Cipriani                                      | Giuseppe Martano                                    | Giuseppe Olmo                                       |
| 1936      | Giovanni Cazzulani                                  | Mario Cipriani                                      | Giovanni Gotti                                      |
| 1937      | Olimpio Bizzi                                       | Glauco Servadei                                     | Giovanni Valetti                                    |
| 1938      | Mario Vicini                                        | Learco Guerra                                       | Ruggero Balli                                       |
| 1939      | Gino Bartali                                        | Mario Vicini                                        | Olimpio Bizzi                                       |
| 1940      | Gino Bartali                                        | Mario Vicini                                        | Sebastiano Torchio                                  |
| 1941      | Fausto Coppi                                        | Gino Bartali                                        | Gino Fondi                                          |
| 1942      | Vito Ortelli                                        | Gino Bartali                                        | Glauco Servadei                                     |
| 1943      | Olimpio Bizzi                                       | Glauco Servadei                                     | Gino Bartali                                        |
| 1944-1945 | non disputato a causa della Seconda guerra mondiale | non disputato a causa della Seconda guerra mondiale | non disputato a causa della Seconda guerra mondiale |
| 1946      | Aldo Ronconi                                        | Gino Bartali                                        | Vito Ortelli                                        |
| 1947      | Bruno Pasquini                                      | Nedo Logli                                          | Alfredo Martini                                     |
| 1948      | Gino Bartali                                        | Luciano Maggini                                     | Sergio Maggini                                      |
| 1949      | Fiorenzo Magni                                      | Danilo Barozzi                                      | Leo Castellucci                                     |
| 1950      | Gino Bartali                                        | Primo Volpi                                         | Giulio Bresci                                       |
| 1951      | Loretto Petrucci                                    | Giuseppe Minardi                                    | Franco Giacchero                                    |
| 1952      | Rinaldo Moresco                                     | Franco Giacchero                                    | Angelo Conterno                                     |
| 1953      | Gino Bartali                                        | Elio Brasola                                        | Giovanni Pettinati                                  |
| 1954      | Fiorenzo Magni                                      | Armando Barducci                                    | Pasquale Fornara                                    |
| 1955      | Arrigo Padovan                                      | Franco Aureggi                                      | Tranquillo Scudellaro                               |
| 1956      | Nello Fabbri                                        | Cleto Maule                                         | Guido De Santi                                      |
| 1957      | Alfredo Sabbadin                                    | Emilio Bottecchia                                   | Giorgio Albani                                      |
| 1958      | Willy Vannitsen                                     | Guido Carlesi                                       | Giorgio Albani                                      |
| 1959      | Adriano Zamboni                                     | Angelo Conterno                                     | Guido Boni                                          |
| 1960      | Nino Defilippis                                     | Adriano Zamboni                                     | Guido Carlesi                                       |
| 1961      | Marino Fontana                                      | Adriano Zamboni                                     | Rino Benedetti                                      |
| 1962      | Guido Carlesi                                       | Diego Ronchini                                      | Dino Liviero                                        |
| 1963      | Vito Taccone                                        | Vittorio Adorni                                     | Imerio Massignan                                    |
| 1964      | Giorgio Zancanaro                                   | Roberto Poggiali                                    | Aldo Moser                                          |
| 1965      | Luciano Sambi                                       | Imerio Massignan                                    | Renzo Baldan                                        |
| 1966      | Rudi Altig                                          | Dino Zandegù                                        | Felice Gimondi                                      |
| 1967      | Franco Balmamion                                    | Michele Dancelli                                    | Vittorio Adorni                                     |
| 1968      | Franco Bitossi                                      | Adriano Durante                                     | Marino Basso                                        |
| 1969      | Giorgio Favaro                                      | Ernesto Jotti                                       | Attilio Rota                                        |
| 1970      | Gianfranco Bianchin                                 | Ernesto Jotti                                       | Romano Tumellero                                    |
| 1971      | Giancarlo Polidori                                  | Antoon Houbrechts                                   | Arturo Pecchielan                                   |
| 1972      | Josef Fuchs                                         | Georges Pintens                                     | Giuseppe Perletto                                   |
| 1973      | Roger De Vlaeminck                                  | Roberto Poggiali                                    | Fabrizio Fabbri                                     |
| 1974      | Francesco Moser                                     | Franco Bitossi                                      | Sigfrido Fontanelli                                 |
| 1975      | Costantino Conti                                    | Franco Bitossi                                      | Roger De Vlaeminck                                  |
| 1976      | Francesco Moser                                     | Walter Riccomi                                      | Pierino Gavazzi                                     |
| 1977      | Francesco Moser                                     | Roger De Vlaeminck                                  | Alfio Vandi                                         |
| 1978      | Giuseppe Perletto                                   | Pierino Gavazzi                                     | Giuseppe Martinelli                                 |
| 1979      | Mario Noris                                         | Giuseppe Fatato                                     | Renato Laghi                                        |
| 1980      | Nazareno Berto                                      | Giuseppe Saronni                                    | Pierino Gavazzi                                     |
| 1981      | Gianbattista Baronchelli                            | Pierino Gavazzi                                     | Francesco Moser                                     |
| 1982      | Francesco Moser                                     | Gianbattista Baronchelli                            | Alfio Vandi                                         |
| 1983      | Alfons De Wolf                                      | Massimo Ghirotto                                    | Riccardo Magrini                                    |
| 1984      | Gianbattista Baronchelli                            | Bruno Leali                                         | Giuliano Pavanello                                  |
| 1985      | Ezio Moroni                                         | Giovanni Mantovani                                  | Jens Veggerby                                       |
| 1986      | Claudio Corti                                       | Roberto Visentini                                   | Massimo Ghirotto                                    |
| 1987      | Renato Piccolo                                      | Claudio Chiappucci                                  | Roberto Pagnin                                      |
| 1988      | Ron Kiefel                                          | Silvano Contini                                     | Daniele Pizzol                                      |
| 1989      | Maurizio Fondriest                                  | Dmitrij Konyšev                                     | Gianbattista Baronchelli                            |
| 1990      | Marco Saligari                                      | Marco Lietti                                        | Roberto Pagnin                                      |
| 1991      | Massimiliano Lelli                                  | Leonardo Sierra                                     | Giorgio Furlan                                      |
| 1992      | Giorgio Furlan                                      | Leonardo Sierra                                     | Gianni Faresin                                      |
| 1993      | Massimiliano Lelli                                  | Leonardo Sierra                                     | Stefano Della Santa                                 |
| 1994      | Francesco Casagrande                                | Pascal Richard                                      | Massimo Ghirotto                                    |
| 1995      | Massimo Podenzana                                   | Denis Zanette                                       | Alberto Elli                                        |
| 1996      | non disputato                                       | non disputato                                       | non disputato                                       |
| 1997      | Sergio Barbero                                      | Michele Bartoli                                     | Volodymyr Pulnikov                                  |
| 1998      | Francesco Secchiari                                 | Stefano Faustini                                    | Massimo Donati                                      |
| 1999      | Luca Scinto                                         | Nicola Miceli                                       | Alessandro Spezialetti                              |
| 2000      | Ruslan Ivanov                                       | Sergio Barbero                                      | Gianluca Bortolami                                  |
| 2001      | Gorazd Štangelj                                     | Pascal Hervé                                        | Pablo Lastras                                       |
| 2002      | Aleksandr Šefer                                     | Paolo Bettini                                       | Giuseppe Palumbo                                    |
| 2003      | Rinaldo Nocentini                                   | Massimo Giunti                                      | Tadej Valjavec                                      |
| 2004      | Matteo Tosatto                                      | Alberto Ongarato                                    | Dmitrij Konyšev                                     |
| 2005      | Daniele Bennati                                     | Mychajlo Chalilov                                   | Marco Velo                                          |
| 2006      | Przemysław Niemiec                                  | Giuliano Figueras                                   | Volodymyr Duma                                      |
| 2007      | Vincenzo Nibali                                     | Matteo Priamo                                       | Boris Špilevskij                                    |
| 2008      | Mattia Gavazzi                                      | Francesco Chicchi                                   | Gabriele Balducci                                   |
| 2009      | Alessandro Petacchi                                 | Manuel Belletti                                     | Ruggero Marzoli                                     |
| 2010      | Daniele Bennati                                     | Marco Marcato                                       | Caleb Fairly                                        |
| 2011      | Daniel Martin                                       | Mauro Santambrogio                                  | Miguel Ángel Rubiano                                |
| 2012      | Alessandro Ballan                                   | Carlos Alberto Betancur                             | Valerio Agnoli                                      |
| 2013      | Mattia Gavazzi                                      | Ivan Rovnyj                                         | Taylor Phinney                                      |
| 2014      | Pieter Weening                                      | Jérôme Baugnies                                     | Roman Majkin                                        |
| 2015      | non disputato                                       | non disputato                                       | non disputato                                       |
| 2016      | Daniele Bennati                                     | Sonny Colbrelli                                     | Giovanni Visconti                                   |
| 2017      | Guillaume Martin                                    | Giovanni Visconti                                   | Mattia Cattaneo                                     |
| 2018      | Gianni Moscon                                       | Romain Bardet                                       | Domenico Pozzovivo                                  |
| 2019      | Giovanni Visconti                                   | Egan Bernal                                         | Nikolaj Čerkasov                                    |
| 2020      | Fernando Gaviria                                    | Robert Stannard                                     | Ethan Hayter                                        |
| 2021      | Michael Valgren                                     | Alessandro De Marchi                                | Diego Ulissi                                        |
| 2022      | Marc Hirschi                                        | Lorenzo Rota                                        | Daniel Martínez                                     |
| 2023      | Pavel Sivakov                                       | Richard Carapaz                                     | Felix Großschartner                                 |
| 2024      | Clément Champoussin                                 | Michael Storer                                      | Jordan Jegat                                        |

## Statistiche

### Vittorie per nazione
| Pos. | Nazione                                                                                          | Vittorie |
| ---- | ------------------------------------------------------------------------------------------------ | -------- |
| 1    | Italia                                                                                           | 78       |
| 2    | Belgio Francia                                                                                   | 3        |
| 4    | Svizzera                                                                                         | 2        |
| 5    | Colombia Danimarca Germania Irlanda Kazakistan Moldavia Paesi Bassi Polonia Slovenia Stati Uniti | 1        |